# Vormsi-museum
Het Vormsi-museum, of Vormsi-boerderijmuseum (Estisch: Vormsi talumuuseum) is een streekmuseum in de plaats Sviby op het Estse eiland Vormsi. 
Het museum bevindt zich in een typisch vooroorlogse boerderij uit de streek.   De collectie vertelt over de geschiedenis van het eiland en de Estlandzweden, die tijdens de Tweede Wereldoorlog naar Zweden emigreerden. Vanwege de afgelegen ligging was de Vormsi-cultuur anders dan de cultuur op het vasteland van Estland. Het museum toont traditionele Vormsi-kledendracht, bijenkorven en werktuigen. Een van de topstukken in de collectie is een werkende, oude rooksauna. 

## Geschiedenis
Er waren in de jaren dertig al plannen om een streekmuseum op te richten op Vormsi. In 2000 werd de boerderij Pearsgården (Zweeds voor perenboerderij) opgekocht voor dit doel. Het gebouw werd gerenoveerd aan de hand van foto's, geschreven bronnen en verhalen van oude bewoners van Vormsi. Twee bijgebouwen, de sauna en de oude schuur,verkeerden in zo'n slechte staat van verval dat ze moesten worden gesloopt en opnieuw opgebouwd.